# Туреиа

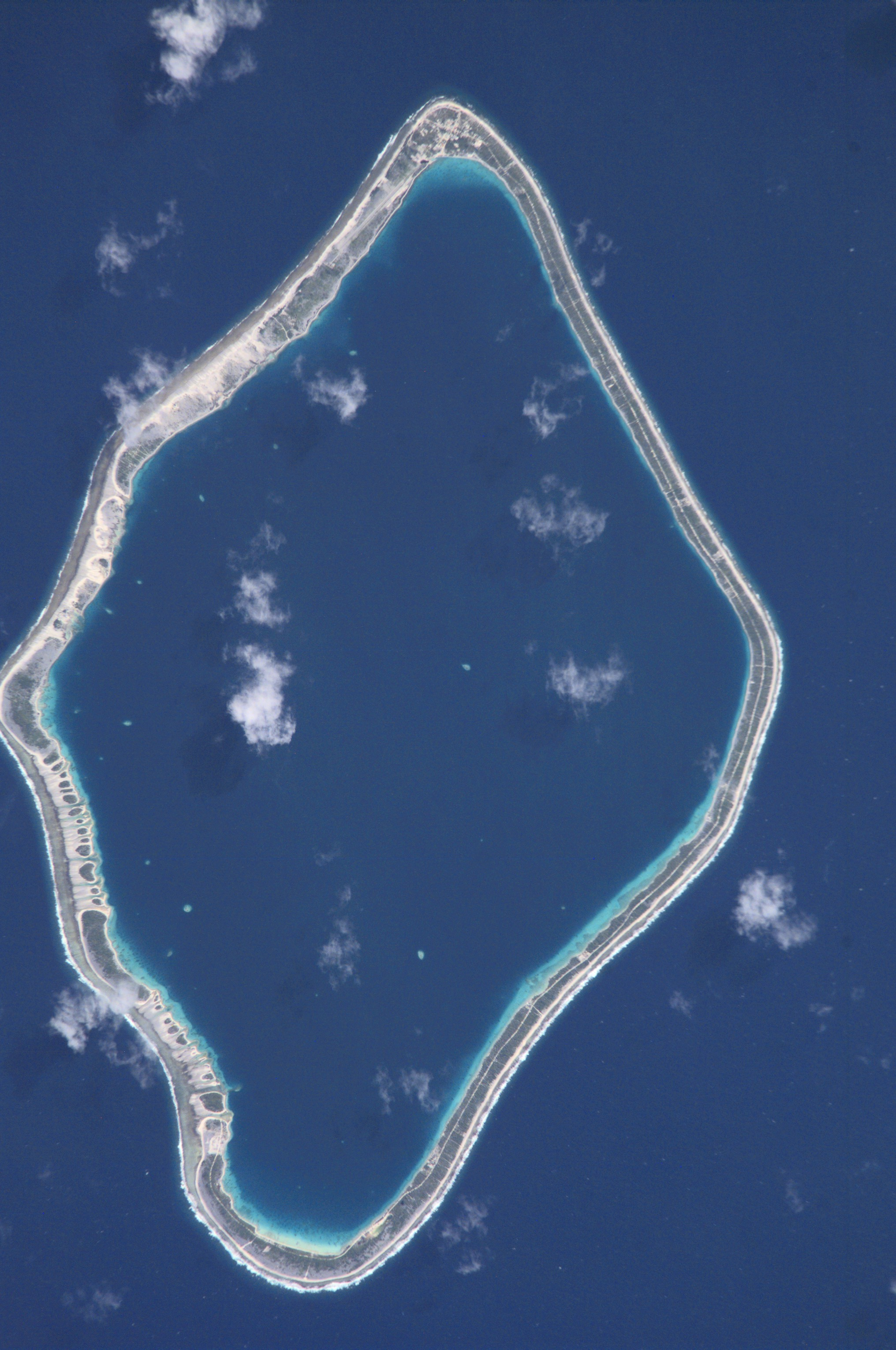
Космический снимок атолла

Туреиа (фр. Tureia) — небольшой атолл в южной части архипелага Туамоту. Является частью Французской Полинезии.
Остров Туреиа расположен примерно в 115 км от атолла Муруроа и в 1190 км от Таити. Ближайший материк, Южная Америка, находится в 5500 км.

## География
Остров имеет коралловое происхождение и представляет собой низменный атолл, состоящий из 27 маленьких островков, или моту, крупнейший из которых Моту-Текаруга. Площадь суши составляет 8 км², лагуны — 47 км². По форме Туреиа напоминает ромб. Длина острова — около 13 км, ширина — до 7,4 км. В коралловом рифе, окружающем атолл, отсутствуют какие-либо широкие проходы, пригодные для прохождения лодок или небольших кораблей.

## История
Атолл был открыт в 1791 году британским капитаном Эдуардом Эдвардсом, который занимался поисками взбунтовавшегося корабля «Баунти». Он назвал остров «Кэрисфорт» (англ. Carysfort). С 1966 по 1996 года на Туреиа располагался Тихоокеанский экспериментальный центр Франции, откуда осуществлялся контроль за испытанием атомного оружия на островах Муруроа и Фангатауфа.

## Административное деление
Острова Туреиа, Фангатауфа, Моруроа, Тематанги и Ванавана образуют коммуну Туреиа, которая входит в состав административного подразделения Туамоту-Гамбье.
| Остров или риф | Площадь суши, км² | Площадь лагуны, км² | Население, чел. (2007) | Административный центр |
| -------------- | ----------------- | ------------------- | ---------------------- | ---------------------- |
| Туреиа         | 8                 | 47                  | 311                    | Факамару               |
| Фангатауфа     | 5                 | 53                  | —                      | —                      |
| Моруроа        | 15                | 148                 | —                      | —                      |
| Тематанги      | 7,7               | 61                  | —                      | —                      |
| Ванавана       | 2                 | 3                   | —                      | —                      |
| Коммуна Туреиа | 37,7              | 312                 | 311                    | Факамару               |

## Население
В 2007 году население Туреиа составляло 311 человек. Главное поселение — деревня Факамару. Основное занятие местных жителей — выращивание кокосовой пальмы для производства копры. На острове с 1967 года действует метеорологическая станция, аэродром.